# Ahriman

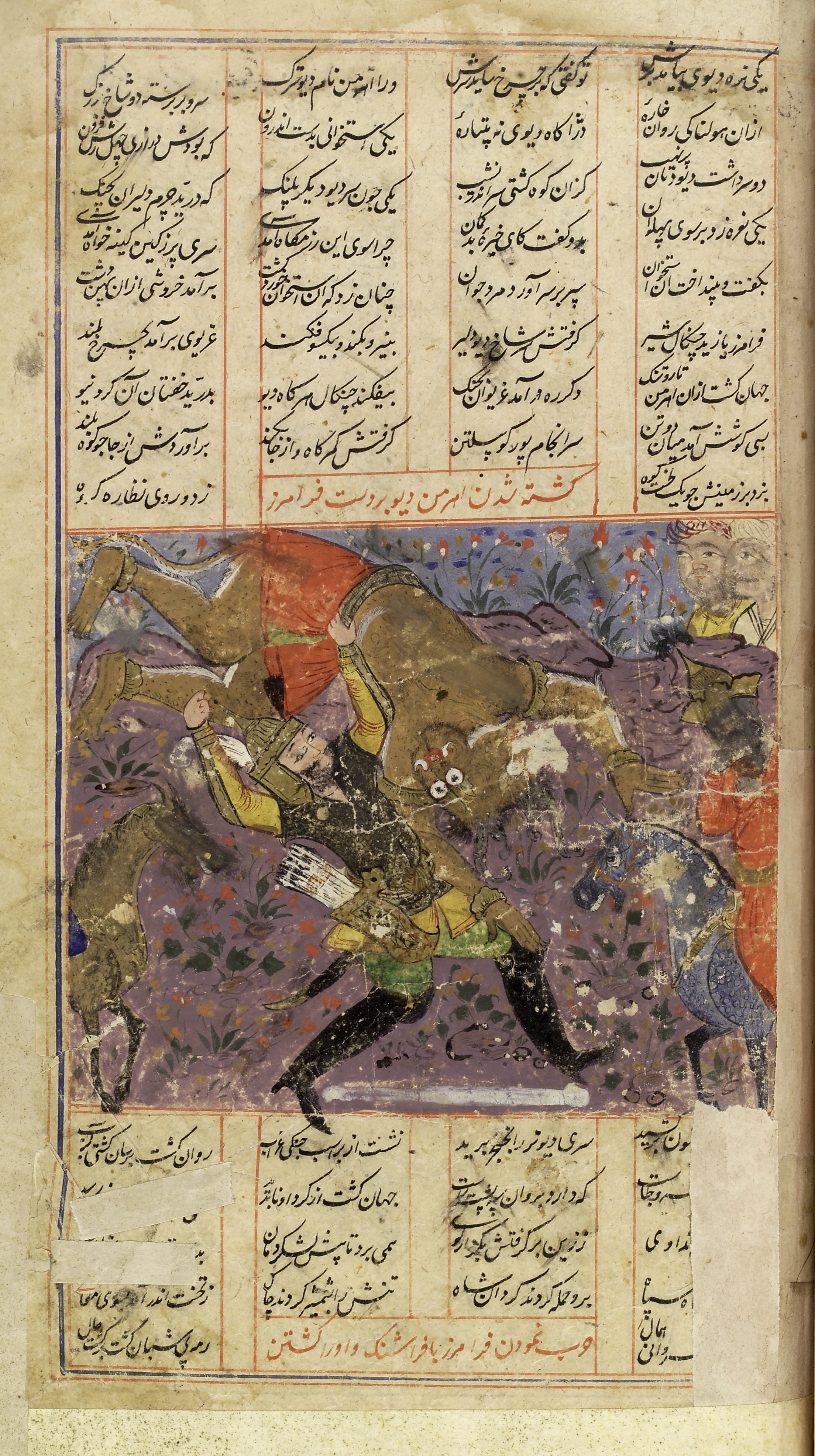
Den iranske hjälten Faramarz dräper Ahriman - en miniatyr från Shahnameh

Ahriman (medelpersiska: 𐭠𐭧𐭫𐭬𐭭𐭩, persiska: اهریمن) är ett ont, utåtriktat väsen i zoroastrismen och termen förekommer först i pahlavilitteraturen (ca 300 f.Kr.–900 e.Kr.). 
Ordet härstammar från avestiskans Angra Mainyu (avestiska:  𐬀𐬢𐬭𐬀⸱𐬨𐬀𐬌𐬥𐬌𐬌𐬎 aŋra mainiiu), som betyder ungefär "destruktiv mentalitet" eller "ondskans idé", och som har krigets och oordningens natur. Angra Mainyu personifierar allt som inte tillhör den rätta ordningen (asha ): förstörelse, ondska, orätt lögn. 

## Ahriman i zoroastrismen

### Ahriman enligt Zarathustra
Termen Angra Mainyu förekommer i Zarathustras Sånger i betydelsen "destruktivt tänkesätt" och som motsats till Spenta Mainyu ("konstruktivt tänkesätt").

### Ahriman iAvestaoch ipahlavilitteraturen
Under senavestisk tid (1100-600 f.Kr.) antog den iranska teologin föreställningen att Angra Mainyu och Spenta Mainyu är tvillingbarn till Ahura Mazda. Mellan dessa båda rasar ett evigt kosmiskt krig där hela universum är indraget. Angra Mainyu är sannolikt förebild för "Åklagaren" i Jobs bok liksom för djävulen i den kristna föreställningsvärlden.
Senare i iransk teologi ställer sig Ahura Mazda på det godas sida och har som allsmäktig gud möjlighet att när som helst krossa den onde Angra Mainyu, men han låter det alltomfattande kriget fortsätta för att ge människorna möjlighet att välja sida. Människan har inom sig en andel av den universella energin och den omätliga allomfattande striden tvingar varje människa att välja sida. Angra Mainyu börjar århundradena före Kristus att kallas för Ahriman, medan Ahura Mazda och Spenta Mainyu förenas i den goda gestalten Ohrmuzd.
Till läran lades föreställningen om fyra stora världsåldrar som var och en omfattade 3000 år. Under den sista, som påbörjades omkring 100-200 f.Kr, skulle en saoshyant (frälsare) framträda i början av varje nytt årtusende. Vid slutet av den sista världsåldern, dvs före år 3000, skulle den materiella världen gå under och de döda uppstå för att utsättas för testet att gå över Cinvatbron – som var en bred väg till evigt liv i en lycklig, harmonisk andlig värld för de goda, men en smal och vinglig bro som skulle kasta de onda ned i Ahrimans brinnande avgrunder.

## Ahriman enligt antroposofin
Föreställningar om Ahriman förekommer inom antroposofin. Där är han en motpol till Lucifer. Medan Lucifer lockar människan på avvägar genom att locka med "guld och gröna skogar", har Ahriman den mörkare sidan av det onda och råder över maskiner och det grymma. Ahriman är den världskraft som i människan skapar ångest, depression, cynism, uppgivenhet, kollektivism (och därmed i princip alla "ismer").
Inom antroposofisk patologi räknar man alla sklerotiserande sjukdomar och även cancer som symtom på Ahrimans inflytande. Utan Ahriman skulle vi inte ha vetenskap och teknologi. Detta för att människan, enligt antroposofin, idag även har en "kristuskraft" inom sig som kan vända ont till gott och balansera ut "motståndarmakterna" (Lucifer och Ahriman) mot varandra genom kärlek, oavsett individens förhållande till formell religion. Utan Lucifer skulle människan inte ha konst, göra kulturella framsteg, hon skulle inte komma till det andliga heller; kort sagt, skulle hon utan Lucifer inte kunna gå utanför sin egen personlighets gränser.

## Ahriman i svensk skönlitteratur
Namnet Ahriman förekommer i titeln på Carl Jonas Almquists roman, den kosmiska byråkratisatiren Ormus och Ariman.
Ahriman förekommer också i Hans Alfredsons melodram Nilsson & Olsson eller Lämmeleffekten : Melodram i två akter. Pjäsens huvudpersoner är Ahriman Nilsson, djävul, och Lars Henrik Olsson, professor i zoologi och biokemi. 